# Rafael Núñez
Rafael Wenceslao Núñez Moledo (Cartagena de Indias, 28 de setembre de 1825 - 18 de setembre de 1894) va ser un polític, militar i escriptor colombià que va ocupar el càrrec del president de Colòmbia en diverses ocasions. Va liderar la Regeneració, amb el qual es va acabar el règim federal dels Estats Units de Colòmbia, va promulgar la Constitució de Colòmbia de 1886 i va ser l'autor de la lletra del himne nacional de Colòmbia.

## Obres publicades
Dins de les obres escrites per Rafael Núñez es poden destacar:
- La federación (1855).
- Ensayos de crítica social (1874).
- La rebelión: noticias de la guerra (1885).
- La reforma política en Colombia (1885).
- Versos (1885).
- Poesías (1889).
- Poesías y artículos críticos (1894).